# El camí del Bandama Vermell
El camí del Bandama Vermell és la novel·la guanyadora del premi Columna Jove 2010, escrita per Alicia Gili i Abad i Sílvia Romero i Olea, sobre els nens soldats a Costa d'Ivori, i editada per Estrella Polar. Es tracta de la segona novel·la de Gili i de la cinquena de Romero.
Aquesta novel·la conta la història de dos germans adolescents de la Costa d'Ivori, l'Ouattarà i l'Aura, de 14 anys i víctima de violacions i maltractaments per part dels soldats. La guerra comença, els pares es moren i els seus destins es bifurquen, i es veuran involucrats en una guerra que no comprenen, que els converteix en nens soldat. Les cartes que s'envien ens donen el testimoni de les vivències durant el conflicte bèl·lic.